# Sitta
A Sitta a madarak osztályának verébalakúak (Passeriformes) rendjébe és a csuszkafélék (Sittidae) családba tartozó nem.

## Rendszerezésük
A nemet Carl von Linné írta le 1758-ban az alábbi 28 faj tartozik ide:
- fehérpofájú csuszka (Sitta leucopsis)
- Sitta przewalskii
- óriáscsuszka (Sitta magna)
- barátcsuszka (Sitta carolinensis)
- ékszercsuszka (Sitta formosa)
- szirti csuszka (Sitta neumayer)
- kövi csuszka (Sitta tephronota)
- himalájai csuszka (Sitta himalayensis)
- barnásfehér csuszka (Sitta victoriae)
- csuszka (Sitta europaea)
- Sitta arctica
- Kasmír-csuszka (Sitta cashmirensis)
- fahéjszínű csuszka (Sitta castanea)
- Sitta cinnamoventris
- gesztenyebarnahasú csuszka (Sitta nagaensis)
- Sitta neglecta
- feketehasú csuszka (Sitta azurea)
- bársonyhomlokú csuszka (Sitta frontalis)
- sárgacsőrű csuszka (Sitta solangiae)
- kénsárgacsőrű csuszka (Sitta oenochlamys)
- törpecsuszka (Sitta pygmaea)
- barnafejű csuszka (Sitta pusilla)
- jünnani csuszka (Sitta yunnanensis)
- atlaszi csuszka (Sitta ledanti)
- török csuszka (Sitta krueperi)
- kanadai csuszka (Sitta canadensis)
- korzikai csuszka (Sitta whiteheadi)
- kínai csuszka (Sitta villosa)